# Mascarada tradicional costarricense

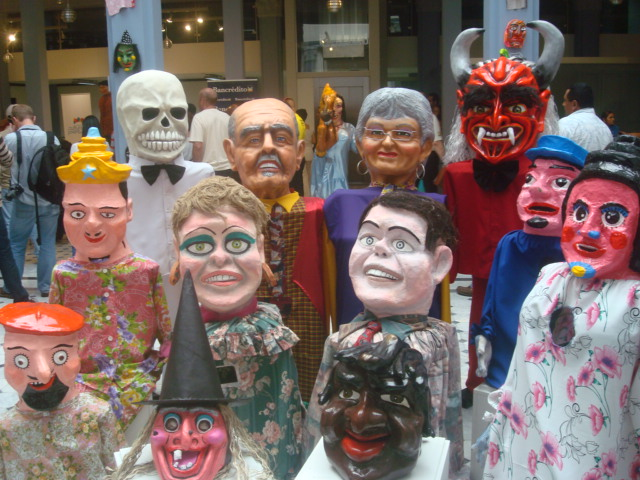
Exhibición de una mascarada tradicional costarricense en el Centro de Investigación y Conservación del Patrimonio Cultural (CICPC), del Ministerio de Cultura y Juventud (MCJ), 31 de octubre de 2013.

La mascarada tradicional costarricense es una tradición popular de Costa Rica que tiene raíces en la época colonial del país, y que en la actualidad continúa muy vigente. Su origen parece ser producto de prácticas festivas coloniales y amerindias. Se encuentra relacionada con la festividad española de los gigantes y cabezudos, con influencias de comunidades indígenas autóctonas, lo que le da a su origen un carácter pluricultural y sincrético. Los distintos personajes representados en las máscaras reciben localmente el nombre de mantudos o payasos, y se caracterizan por pasearse por las calles de los pueblos durante las diversas festividades populares o religiosas y turnos, persiguiendo a los asistentes, bailando al son de música de cimarrona y acompañados de fuegos artificiales. En 1997, mediante Decreto Ejecutivo n.º 25724, se declaró al 31 de octubre el Día Nacional de la Mascarada Tradicional Costarricense. El 21 de abril de 2022, la Asamblea Legislativa de Costa Rica declaró a la mascarada tradicional costarricense como el décimoséptimo símbolo nacional de Costa Rica.

## Historia

### Tradiciones indígenas precolombinas

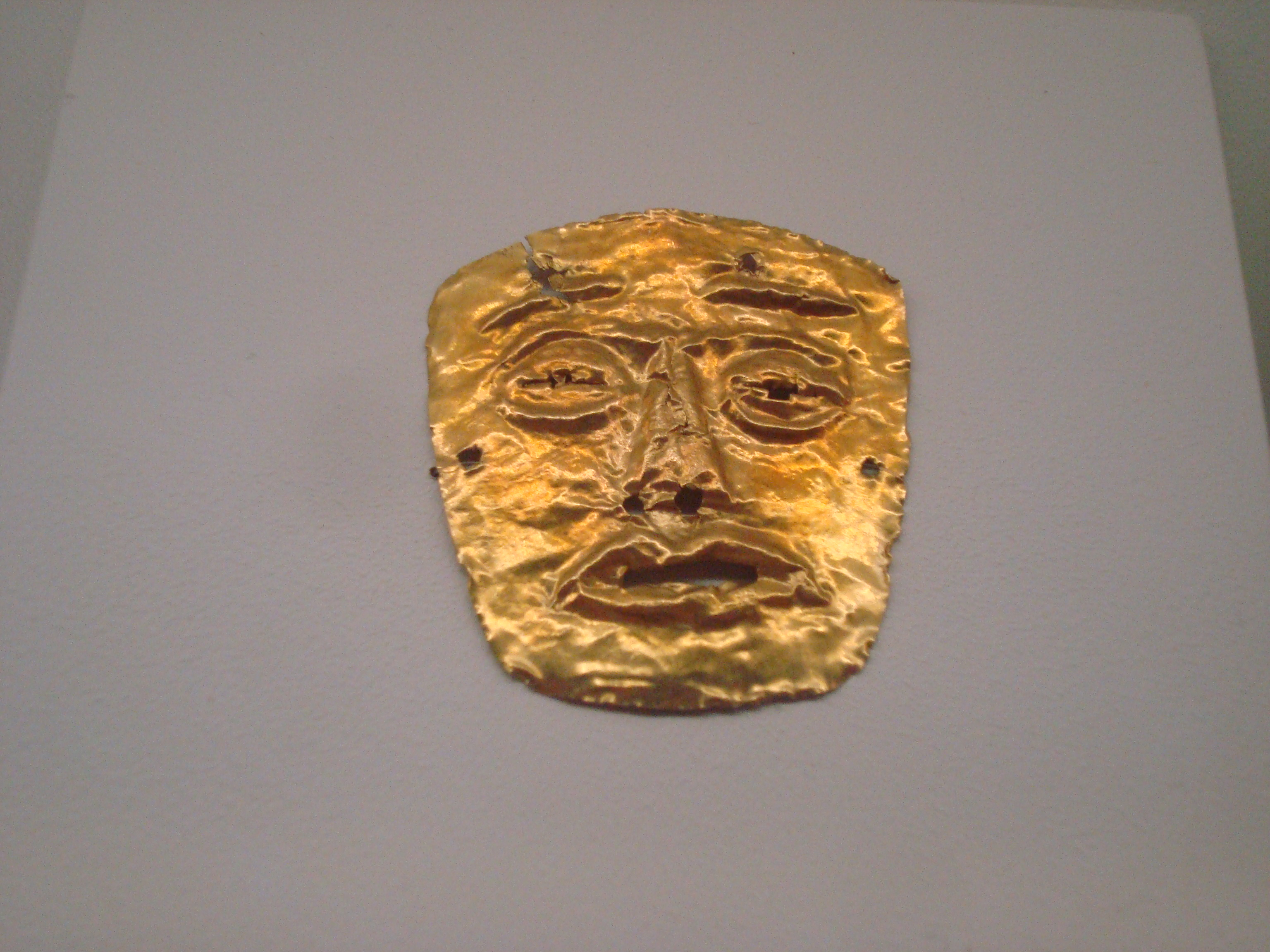
Máscara precolombina de oro

Antes  de la llegada de los españoles al territorio de Costa Rica en el siglo XVI, los pueblos indígenas contaban con algunas tradiciones que incluían la elaboración y utilización de máscaras. La más destacada de estas tradiciones, que ha llegado hasta la actualidad, es el juego de los diablitos de Boruca. Esta fiesta de raíces indígenas, celebrada por el pueblo boruca posiblemente desde una época previa a la Conquista, involucra la elaboración de máscaras a base de madera de balsa, con las cuales los participantes del juego de los diablitos se disfrazan para la celebración, que se lleva a cabo entre el 31 de diciembre y el 2 de enero de cada año. En las excavaciones arqueológicas realizadas en la zona sur de Costa Rica, donde se asentaron los reinos borucas, es frecuente el hallazgo de piezas de oro que representan personajes enmascarados, así como danzantes y músicos. Tras la Conquista, se agregó un nuevo elemento, el toro, personaje que representa al conquistador español.
Las máscaras prehispánicas se hacían de materiales diversos (arcilla, piedra volcánica, madera y jade), se coloreaban con pigmentos naturales, y sus temáticas eran propias de la cosmovisión indígena. Los personajes enmascarados ejecutaban danzas rituales, lo que les otorgaba un lugar privilegiado y les confería poder en la sociedad indígena, pues se interpretaba que se transformaba o era poseído por la deidad que representaba la máscara.

### Época colonial: los parlampanes
Se considera a los parlampanes como los antecesores inmediatos a la mascarada tradicional como se conoce actualmente. Los parlampanes eran grupos de vecinos de condición generalmente humilde, los cuales se disfrazaban con trajes ridículos que utilizaban máscaras representando animales. Durante la época colonial, en la ciudad de Cartago, antes del inicio de las corridas de toros durante las festividades populares o religiosas, los parlampanes salían a bailar y corretear al público asistente.
En la Colonia, las máscaras eran fabricadas de papel maché. En ellas, se presentaba un sincretismo religioso con influencias españolas, indígenas y africanas. Los asistentes se vestían con mantas (de donde proviene el término “mantudo”), a las que hacían agujeros para los ojos, la nariz y la boca, sobre la cual se colocaban las máscaras.

### Las fiestas a La Negrita: la primera mascarada cartaginesa
Existen referencias a “disfraces y máscaras” utilizadas en Cartago desde la época colonial como en 1809. La primera mascarada propiamente dicha fue organizada en la ciudad de Cartago por Rafael "Lito" Valerín, para las fiestas de agosto en 1877, con motivo de las celebraciones en honor a la Virgen de los Ángeles, Patrona de Costa Rica, llamada cariñosamente "La Negrita" por el pueblo costarricense. Rafael Valerín, nacido en el barrio de Los Ángeles en Cartago (también conocido como la Puebla de los Pardos, lugar donde según la leyenda se halló la imagen de la Virgen de los Ángeles), fue además de artesano mascarero, fontanero, sombrerero y relojero. Nacido en 1824, se dedicaba a la elaboración de marionetas a base de jícaros, así como la fabricación de instrumentos como guitarras, violines, bandolinas y marimbas. La tradición narra que una vez, en su labor como colaborador de la iglesia de la Virgen de los Ángeles, encontró un viejo baúl donde se guardaban unas viejas máscaras de cabezudos de origen español. Tras cerrar el baúl por miedo, en otra esquina encontró otra cabeza. Valerín interpretó aquello como un mensaje de la Virgen, y tomando la cabeza que había encontrado, construyó una armazón de madera donde colocó la máscara, dando lugar a la primera Giganta.
A partir de allí, Rafael Valerín elaboró otras máscaras usando papel desechable, engrudo y cedazo, las cuales mezcló con la tradición de los mantudos (que así se llamaban a unas personas que se envolvían en mantas de colores con agujeros para los ojos y la nariz en la cara), sacándolos en las festividades para recibir a los peregrinos que se acercaban en romería para visitar a la Virgen de los Ángeles.
Jesús Valerín, hijo de Rafael, continuó con la tradición y se dedicó profesionalmente a la fabricación de mascaradas, utilizando para ello arcilla traída de Tejar del Guarco, papel, yeso y alambre. En 1930, ya en su vejez, Jesús Valerín le vendió los moldes de las mascaradas a los hermanos Pedro y Manuel Freer, los cuales llevaron la mascarada a las fiestas de San José en Zapote y otras ciudades de todo Costa Rica como Santa Cruz y Santo Domingo.

## Técnicas de elaboración
La elaboración de una mascarada es una labor artesanal en la cual se pueden utilizar varios elementos, como barro, madera, papel, yeso e incluso fibra de vidrio.
Las máscaras tradicionales elaboradas por los indígenas maléku y boruca son fabricadas a partir de madera de balsa, talladas a mano en alto relieve utilizando gubias. Estas representan rostros humanos con características de animales o bien, rasgos grotescos para que semejen diablos, como en el caso de las utilizadas para el juego de los diablitos. En los modelos más modernos se han agregado temas ecológicos.
En el caso de las máscaras de mantudos, se consideran tres pasos esenciales para la elaboración de una mascarada tradicional: el moldeado en barro, la adición de capas de papel y el acabado final.
Lo primero que se elabora es un molde de barro esculpido a mano, el cual se deja reposar por espacio de una semana para eliminar la humedad. El barro utilizado debe amasarse previamente por espacio de cuatro horas para sacar todas las burbujas de aire. Una vez que el molde se ha secado, se empiezan a agregar tiras de papel de periódico o de saco de cemento, pegándolas por capas con una goma hecha a base de agua y harina. Cuando ya lleva quince capas, se retira el molde de barro.
Una vez que está lista la máscara de papel, se agrega una estructura metálica externa hecha de varilla de hierro, la cual debe seguir el contorno de la figura y dejar algunas previstas para colocar una estructura interna hecha de varilla que es la que sustenta la escultura. Después, se deben seguir agregando capas de papel hasta borrar los contornos externos de la varilla y darle el acabado. Algunas de estas máscaras llegan a tener hasta noventa capas de papel.
Finalizado el proceso de escultura, se le agrega la pintura, el armazón, el vestido, etc.

## Tipos de mantudos

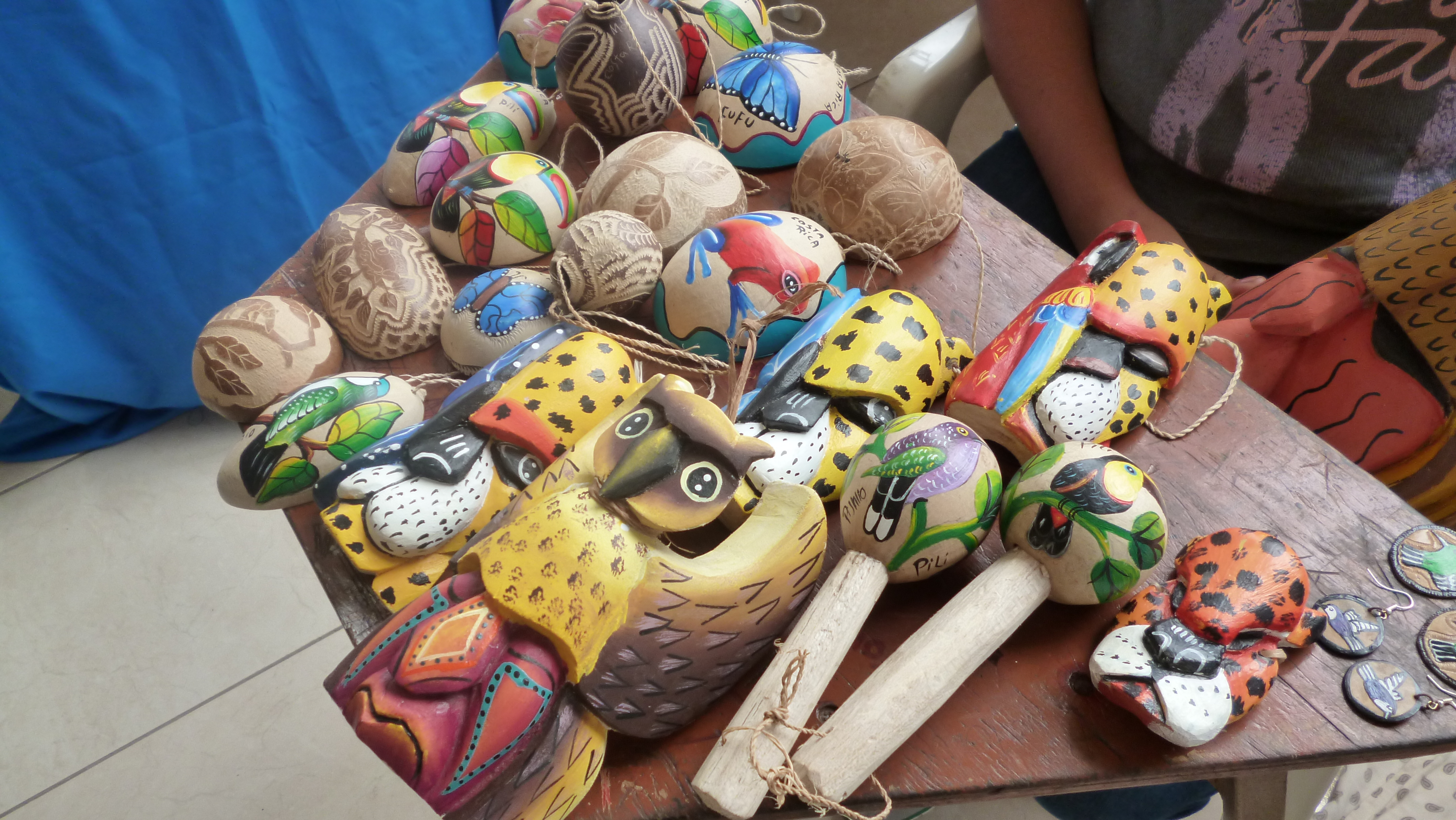
Máscaras artesanales maléku.

Los mantudos, en general, son máscaras de tintes exagerados y caricaturescos, que representan diversos personajes tradicionales o legendarios de Costa Rica, animales, figuras de origen precolombino, europeo o afrocaribeño, con rasgos que van de lo cómico a lo grotesco, de índole fantástica, macabra o burlona. En épocas más recientes se han agregado mantudos que caricaturizan a personajes de películas, personajes de leyendas urbanas modernas (como el Chupacabras), personalidades de la farándula o políticos nacionales.
Existen seis tipos de artesanías que conforman las mascaradas tradicionales: las máscaras tradicionales indígenas, los gigantes, los cabezudos, las máscaras de casco, los aparatos y las caretas.

### Máscaras tradicionales indígenas
Realizadas en madera de balsa, son una de las más importantes representaciones artísticas de las comunidades indígenas boruca, maléku y talamanqueña. Se elaboran principalmente en la zona sur, en las poblaciones bruncas de Boruca y Rey Curré, ubicadas en el cantón de Buenos Aires de Puntarenas; en el cantón de Guatuso, provincia de Alajuela, donde se localiza la Reserva Indígena Maléku, y en el cantón de Talamanca, provincia de Limón, entre las comunidades bribri y cabécar. Los motivos y temas de estas máscaras son de animales y elementos propios de la cosmovisión indígena.

### Gigantes

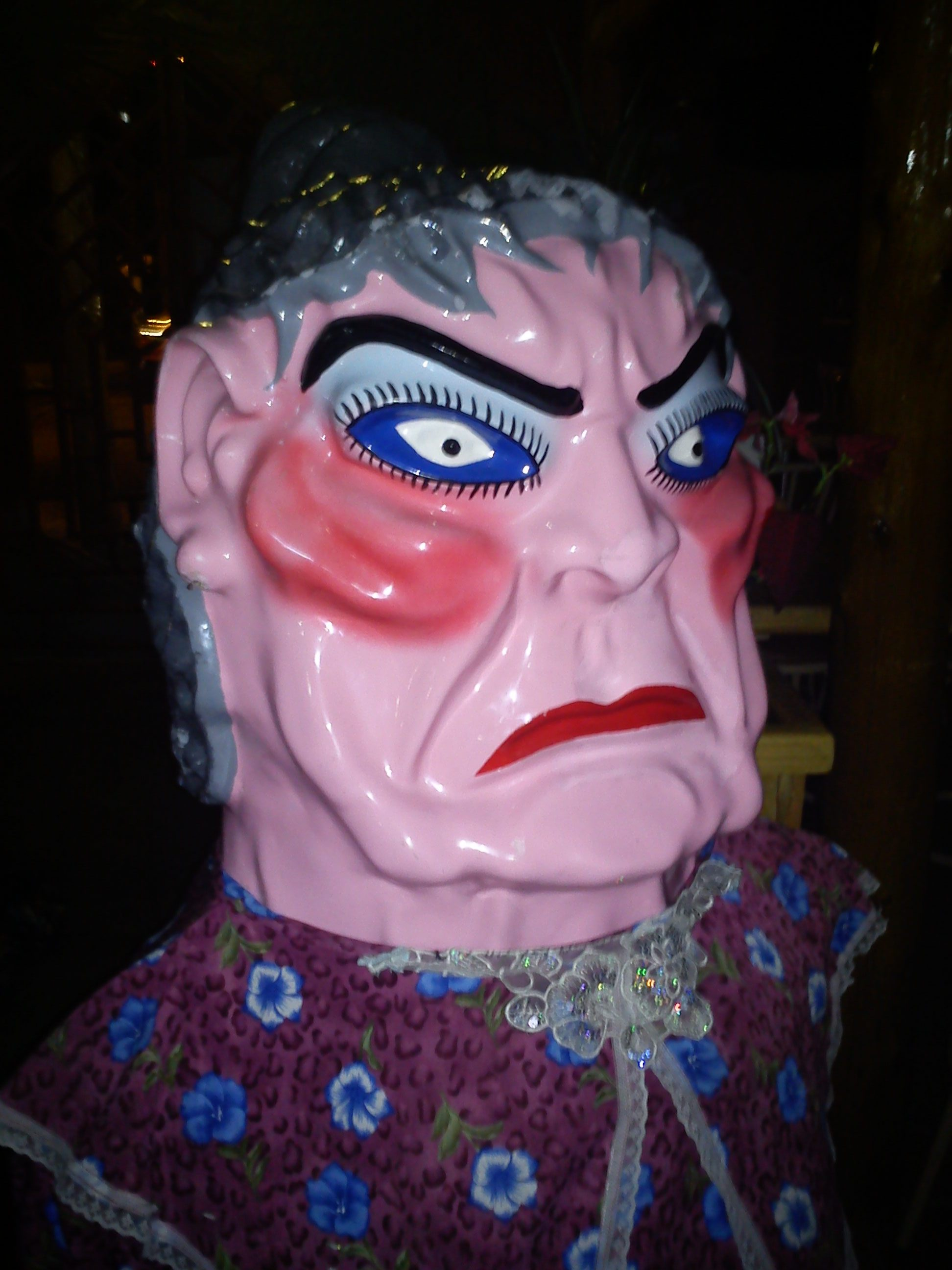
La Giganta está inspirada en las señoras acaudaladas y encopetadas de la Costa Rica colonial.

Los gigantes son máscaras de gran tamaño, montadas sobre una estructura hecha de bambú o de alambre. Su apariencia es agradable y armónica, y pueden ir en parejas. Destaca en especial la Giganta, caracterizada por movimientos exagerados, rasgos y ojos prominentes, muy maquillada, peinado exuberante y elaborado, y adornada con otros accesorios como pendientes y aretes. La Giganta se considera uno de los mantudos esenciales en cualquier mascarada. Representa a las señoras españolas acaudaladas de la colonia en Costa Rica. Otro gigante es el Gobernador, también llamado el Policía, que parodia a las autoridades políticas. Algunas mascaradas también incluyen gigantes que representan personajes de leyendas costarricenses, como la bruja Zárate, la Macha, y La Segua, que es el espectro de una mujer con cráneo  de un caballo, un personaje muy gustado para incluir en la mascarada. Otro de los personajes llamativos es el Padre sin Cabeza, generalmente un mantudo compuesto por una armazón con un vestido negro a modo de sotana o indumentaria que recuerda a un sacerdote católico, pero que no lleva cabeza, haciéndolo un personaje único.
En general, los gigantes tienen una estructura que se coloca sobre los hombros del usuario, mientras este ve a través de un orificio en medio de la tela del vestido del mantudo.

### Cabezudos

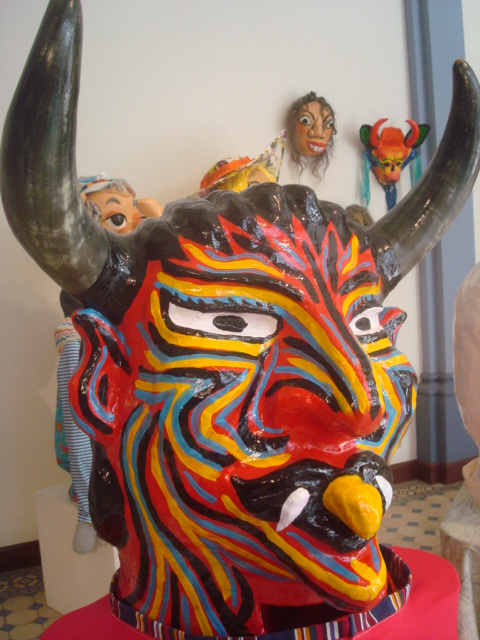
La máscara del Diablo integra elementos indígenas.

Los cabezudos son mantudos de menor tamaño que los gigantes, cuya pieza principal se coloca directamente sobre la cabeza del usuario, cubriéndola por completo. En general, carecen de la armazón que da al gigante su estatura. Mientras que en el gigante las extremidades superiores son diseños elaborados adheridos al tronco del personaje, en el cabezudo las propias extremidades del usuario emergen por orificios del traje. Entre los personajes representados con más frecuencia entre los cabezudos, destaca el Diablo (Cuijén o Pisuicas, en el lenguaje coloquial costarricense). Este personaje se encuentra inspirado en los cagrúv, los diablillos astutos e ingeniosos de los cuentos indígenas, más que en el personaje bíblico. Generalmente, la máscara es pintada de color rojo intenso, con ribetes de muchos colores (a modo de pintura de guerra), y su aspecto recuerda al de las máscaras de madera de balsa tradicionales indígenas. La máscara suele integrar elementos como cuernos, rasgos pronunciados o grotescos, dientes, lengua afuera, orejas puntiagudos, sonrisa sardónica, etc.
Otro personaje que se representa con frecuencia es la Muerte, también llamada la Calaca, Calavera, Pelona o Ñata, cuyo aspecto recuerda un cráneo humano desnudo y caricaturizado. Entre otros personajes representados se pueden mencionar la Minifalda, una mujer con un peinado elegante y con un vestido intencionalmente corto, cuyo ideal es ser usado por un hombre con las piernas desnudas y velludas; el Cadejos, con forma de perro negro, ojos rojos y dos cadenas alrededor del cuello; los Enanos, generalmente de rasgos grotescos y ataviados con un gran sombrero sobre la cabeza, de modo que les da apariencia achatada, etc.

### Máscaras de casco

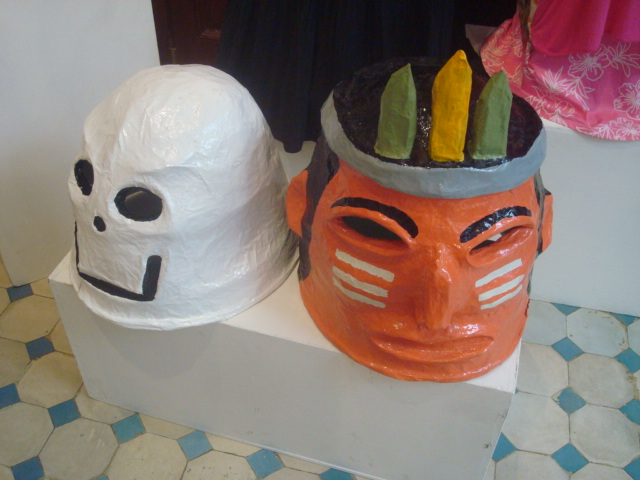
Máscaras artesanales de casco.

Las máscaras de casco son similares a los cabezudos, con la diferencia de que el molde para su elaboración generalmente está constituido por una cubeta o tina, o bien, un globo inflado, de modo que la máscara tiene la forma geométrica respectiva. Las máscaras de casco poseen agujeros para los ojos y nariz del usuario tallados directamente sobre la máscara, mientras que el cabezudo, generalmente un poco más alto y elaborado, tiene el orificio a nivel del cuello del personaje. Las máscaras del casco generalmente representan animales o personajes de leyenda.
En las celebraciones de algunos pueblos, los cabezudos y las máscaras de casco pueden portar chilillos, látigos, ramas o vejigas de toro para corretear a los presentes.

### Aparatos
Los aparatos son mantudos que poseen una estructura un poco más compleja, de modo que puedan representar, por ejemplo, animales cuadrúpedos o seres mitológicos. El personaje más representado en los aparatos es el Toro. En el juego de los diablitos de Boruca, el Toro es un elemento único y esencial para la representación de la festividad. Está constituido por una máscara tallada en madera de roble, que lleva cuernos reales de res, de modo que recuerda la testuz de un toro, la cual se coloca sobre una estructura de bambú cubierta con sacos de gangoche, sobre la que se colocan fuegos de artificio.

### Caretas
Son máscaras que cubren únicamente la cara, y a veces llevan una pieza de tela que cubre el resto de la cabeza del usuario. Representan duendes, enanos, brujas, diablos, personajes de leyenda como la Llorona o la Tulevieja, Bruja Zárate, animales, aves y personajes diversos. Al igual que los cabezudos y las máscaras de casco, suelen llevar látigos o vejigas de toro.

## Mascarada y cimarrona
Las cimarronas son pequeñas bandas de músicos aficionados que suelen acompañar a la mascarada mientras desfilan por las calles durante las festividades. En cada cuadra, las cimarronas tocan música de fanfarria para que las máscaras bailen mientras el público asistente las rodea. Las cimarronas surgen a partir de las bandas municipales o filarmonías que solían animar las fiestas cívicas o patronales en cada cantón. Estaban conformadas principalmente por instrumentos de viento o percusión, con una forma o estilo de música característico. Se les llama cimarronas en relación con el término cimarrón, en alusión a algunos animales asilvestrados llamados así, como los gatos cimarrones que hacen ruido al pasar por los techos, o las manadas de ganado cimarrón, precisamente por el escándalo que hace la cimarrona a su paso por el pueblo.
La música de las cimarronas era elaborada por compositores destacados de la cada comunidad, que componían música para distintos eventos. Algunas piezas musicales del folclor costarricense han sido compuestas por cimarronas, como La Diana, que se utiliza en algunas poblaciones para despertar a los habitantes a las seis de la mañana para la celebración del 15 de septiembre, día de la independencia nacional. También son importantes algunas piezas musicales utilizadas en marchas marciales y fúnebres, como el Duelo de la Patria, utilizado durante las actividades de Semana Santa. Dos piezas muy conocidas utilizadas en el baile de las mascaradas son La Jota y el Vals Jota, que el populacho identifica con la onomatopeya “farafarachín” por su ritmo característico, y que se ha convertido en elemento icónico de las mascaradas.
En general, la música de la cimarrona se enseñaba o aprendía de oído, sin una partitura, por lo que es difícil de conservar, ya que su transmisión depende de la aparición de nuevos músicos que la aprendan, de allí que en la actualidad se le considere una importante manifestación de la música y el folclor de Costa Rica.

## Cantones mascareros

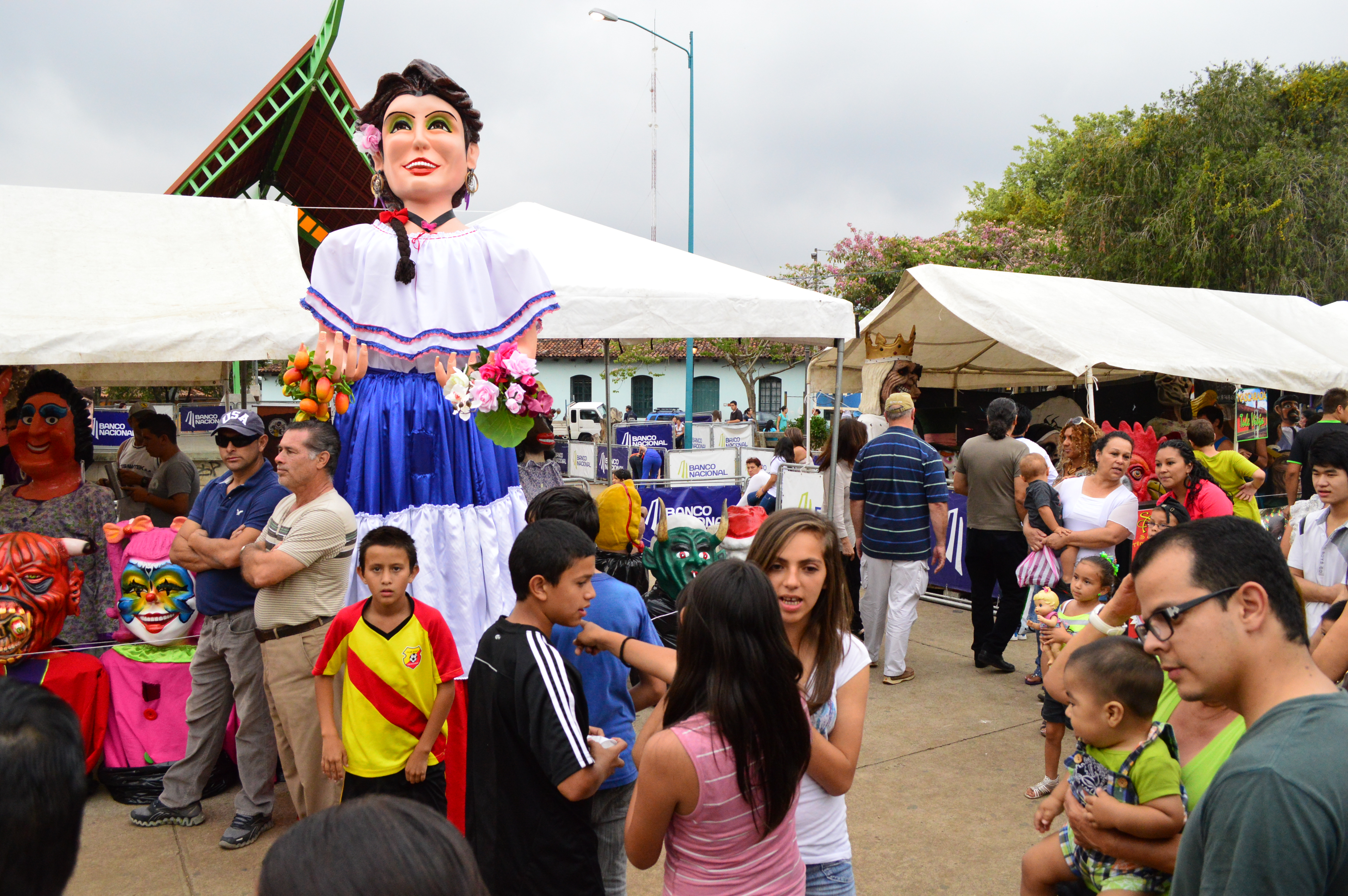
Feria de la Mascarada en Barva de Heredia.

Aunque la mascarada existe prácticamente en todo el país, hay varias cantones que se destacan especialmente por contar con una historia íntimamente ligada a la tradición, de donde se extiende a toda la nación, y la presencia de artesanos mascarareros reconocidos. En el caso de las máscaras tradicionales indígenas, éstas se elaboran en los lugares donde su ubican las reservas indígenas: Buenos Aires (boruca), Guatuso (maléku) y Talamanca (bribri y cabécar). En lo que se refiere a la elaboración de mantudos, destacan Cartago, donde se inició la tradición; Escazú, donde se agregaron importantes elementos que dieron a la tradición su forma actual; Barva, donde la tradición toma importancia económica; Aserrí, y Santo Domingo donde se rescata la tradición de forma que se da lugar al Día Nacional de la Mascarada, Mascarada de Verano y diferentes actividades durante el año. Otros cantones donde la tradición artesanal mascarera tiene una presencia importante son Desamparados, Alajuelita, Oreamuno, Paraíso, Esparza, Santa Cruz, Cañas, Heredia, Mora, Palmares, Grecia, Sarchí 
y Tres Ríos de La Unión y en San Pablo de León Cortés Castro.

## Artesanos mascareros destacados
A través de la historia, se han destacado los nombres de algunos artesanos mascareros. Vale mencionar que en la mayoría de las ocasiones, la artesanía de máscaras es una tradición que se hereda de padres a hijos. En Cartago, resalta Rafael Valerín, primer mascarero nacional, y su hijo Jesús Valerín. Destacan también los hermanos Pedro y Manuel Freer, que trajeron la tradición a San José, así como Carlos Salas, primer mascarero de Barva. En el cantón de Escazú, resaltan los nombres de Santiago Bustamante Guerrero, maestro de obras, pintor, escultor y artesano, creador de la primera mascarada del cantón, así como el de Pedro Arias Zúñiga, uno de los más reconocidos del país, pues fue quien diseñó la primera armazón para montar las máscaras y darles de esa forma mayor estatura. Durante muchos años, Pedro Arias viajó por distintas comunidades del país organizando mascaradas locales, por lo que se le considera el “maestro de los mascareros nacionales”. Heredó su arte a su hijo Armando Arias y a sus nietos Gerardo Arias Montoya y Pedro Arias Madrigal. De Escazú también resaltan los nombres de Raúl Fuentes y Enrique Barboza.
Entre los artesanos cartagineses, resalta Guillermo Martínez Solano, oriundo de Oreamuno de Cartago y Premio Nacional de Cultura Popular Tradicional 2008, otorgado por el Ministerio de Cultura y Juventud.
También pueden mencionarse los nombres de los artesanos aserriceños Rafael Ángel Corrales Durán -oriundo de Escazú-, William Fallas Aguilar, Ana Guevara Hernández, Olman Sánchez Monge, Jorge Corrales Picado y Alonso Murillo Valverde. Este último es tal vez el más reconocido a nivel internacional como rescatista de esta tradición, fundador de Asociación Grupo Cultural Aserrí - AGruCA (www.grupoculturalaserr.wixsite.com/agrucacr) agrupación dedicada al rescate y promoción de la mascarada tradicional costarricense y cuya obra se ha presentado en Corea y España, entre otros países. 
Mascareros importantes del resto del país como lo son de Barva de Heredia, Luis Fernando Vargas, Miguel Moreira, Cinthya Vargas Rodríguez, Damaris González Barrantes, el santaneño Pedro Alpízar y el josefino Mario Rodríguez, Mascareros de San Antonio de Desamparados,  Luis Carlos Cordero Rivera y Alex Bermúdez Carvajal, Mascareros de Santo Domingo de Heredia Diego Arce y Danny Lara. 
Entre los artesanos indígenas, destacan los nombres de Ismael González Lázaro (Premio Nacional de Cultura Popular 2002), Teodoro “Lolo” González y Bernardo González Morales.

## Día Nacional de la Mascarada Tradicional Costarricense
El 31 de octubre de 1996, por iniciativa del Comité Cultura Aqueserrí, del cantón de Aserrí y artesanos locales, se organizó un pasacalles de mascaradas tradicionales por las principales vías de este cantón josefino. El objetivo de esta actividad era contrarrestar otro tipo de festejos ajenos a la cultura costarricense, como lo es la celebración del Halloween, además de reforzar el sentido de identidad del pueblo, aprovechando que es frecuente representar en los mantudos a distintos espectros de las leyendas costarricenses, llamados espantos, como la Llorona, el Cadejos, la Segua, las brujas y otros. Al año siguiente, en 1997, el gobierno aprobó un decreto ejecutivo impulsado por el Ministerio de Cultura y Juventud para instaurar el Día Nacional de la Mascarada Tradicional Costarricense, que se celebra cada 31 de octubre desde entonces.
Las festividades del Día Nacional de la Mascarada incluyen actividades culturales y educativas, elaboración y exhibición de máscaras, pasacalles de los mantudos acompañados de música folclórica y popular, preparación y venta de comidas típicas, juegos pirotécnicos y homenajes a mascareros destacados. Cada año, se organiza un Encuentro Nacional de la Mascarada Tradicional Costarricense en alguno de los cantones del país con mayor tradición mascarera.

## Galería

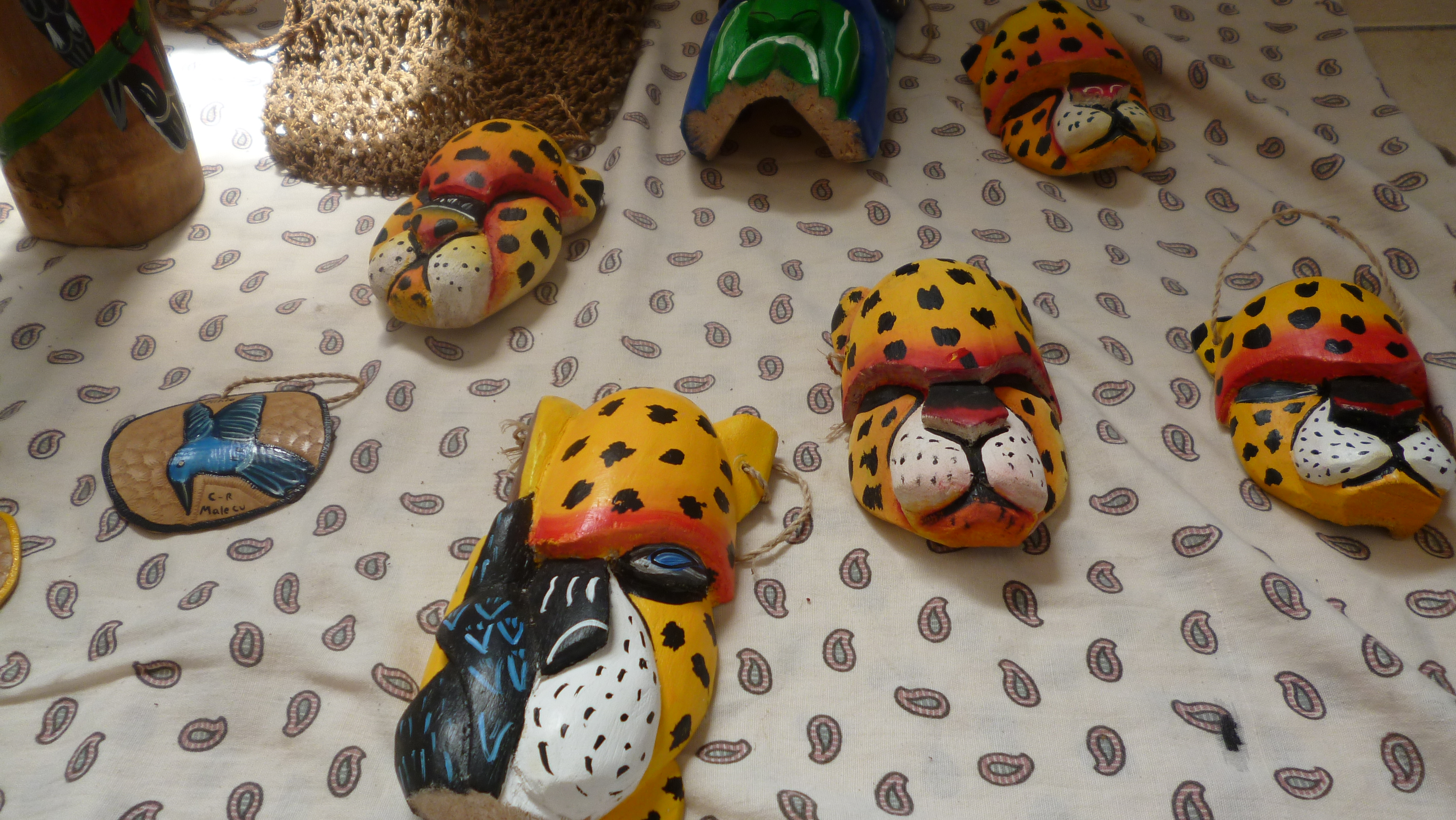
Máscaras maléku en Ciudad Quesada.
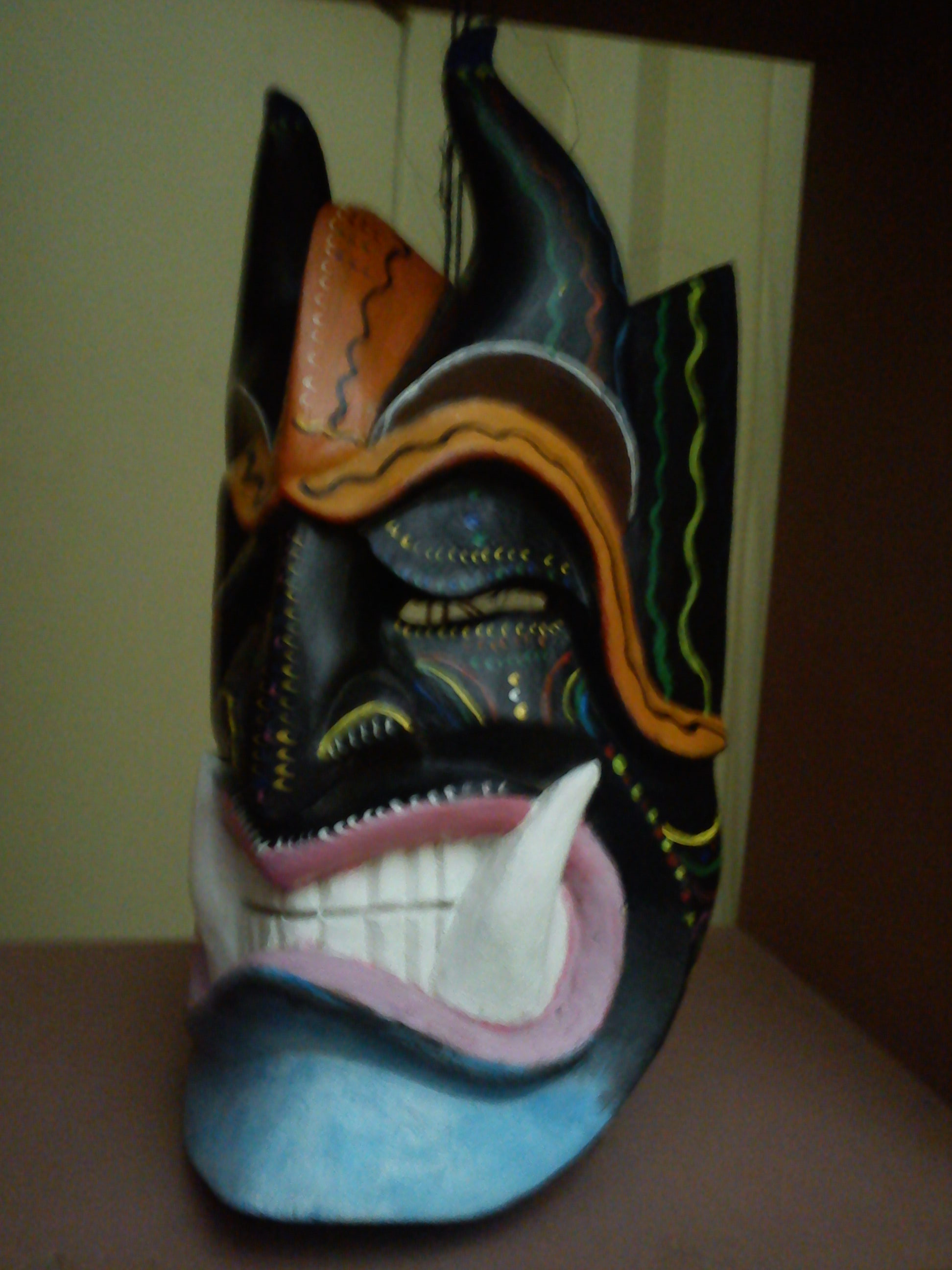
Máscara boruca representando un cagrúv o diablillo indígena.
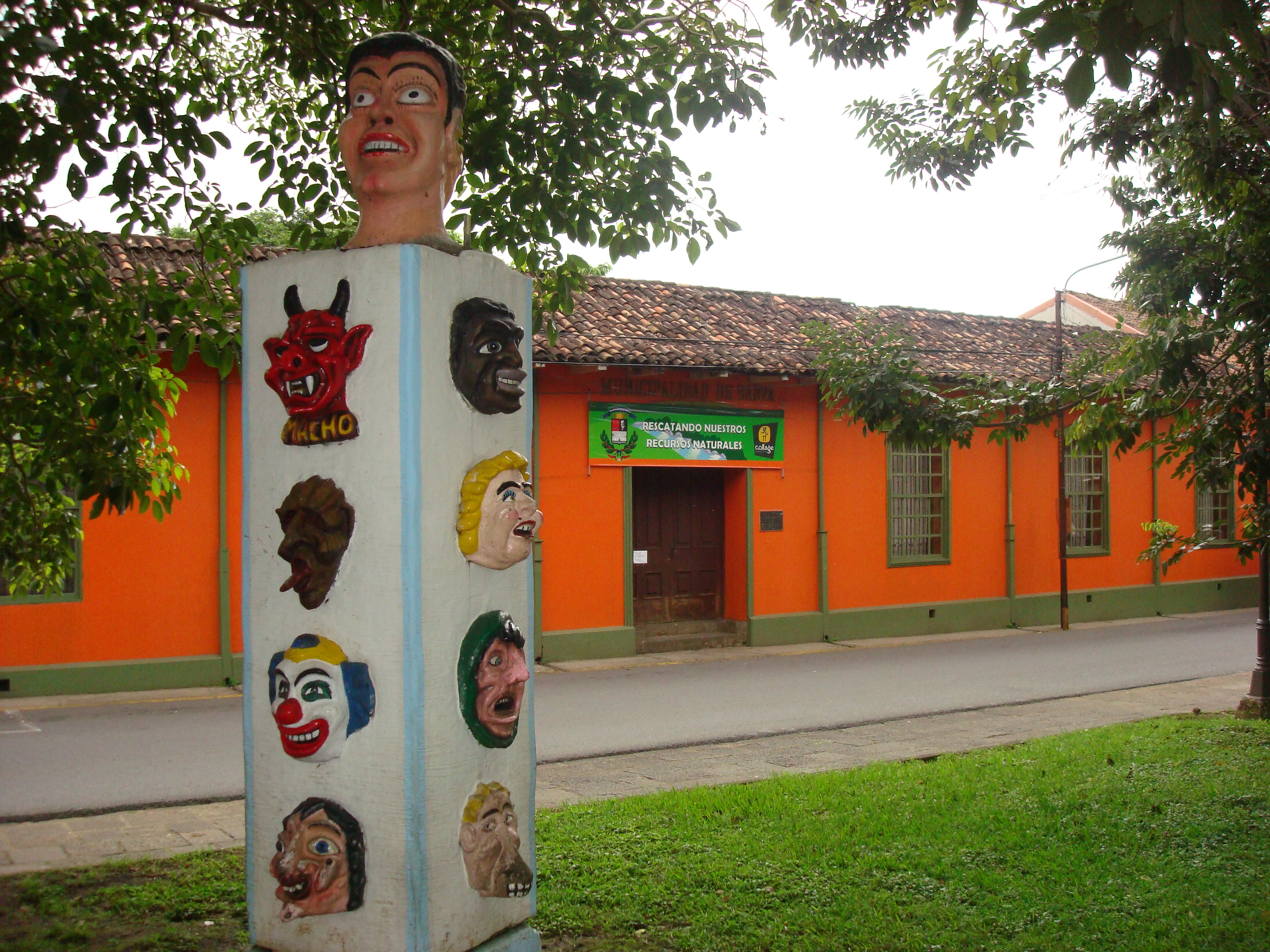
Monumento a las mascaradas en Barva.
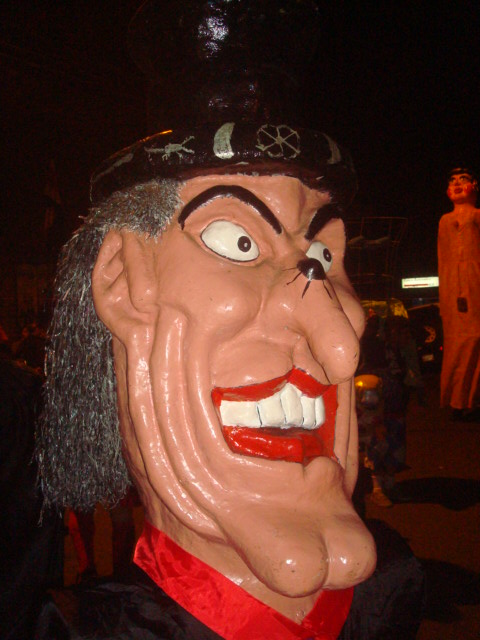
Máscara escazuceña que representa un gigante.
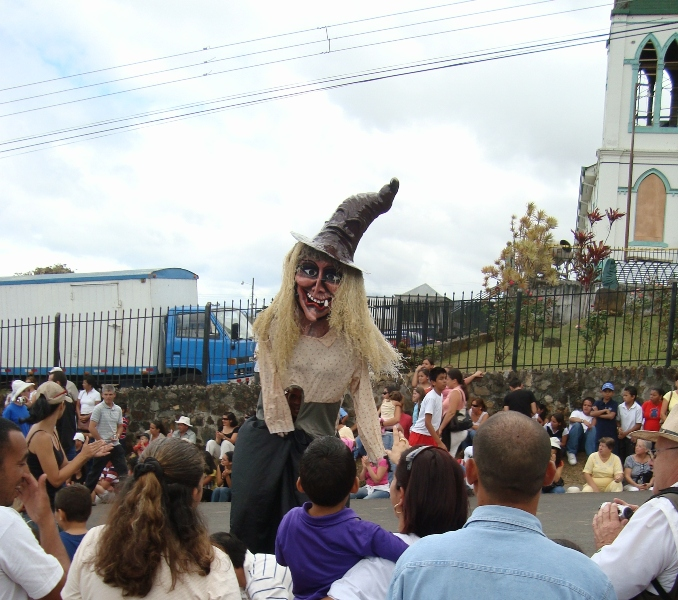
Una bruja escazuceña.
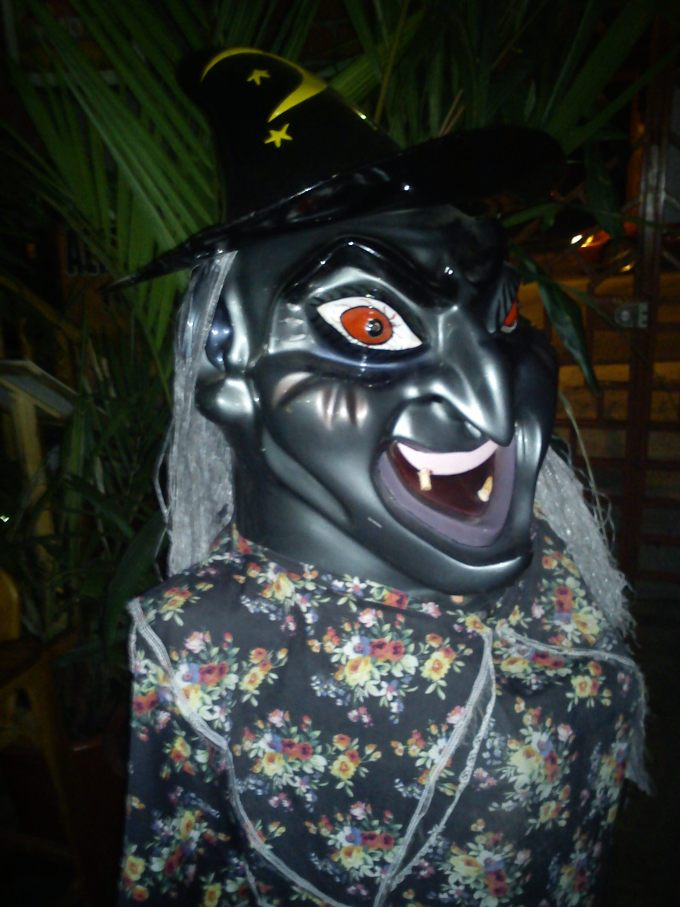
Una bruja aserriceña.
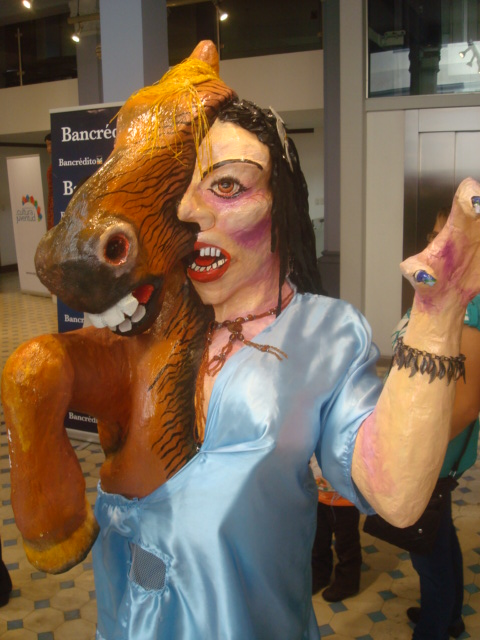
La Cegua, popular personaje de las leyendas.
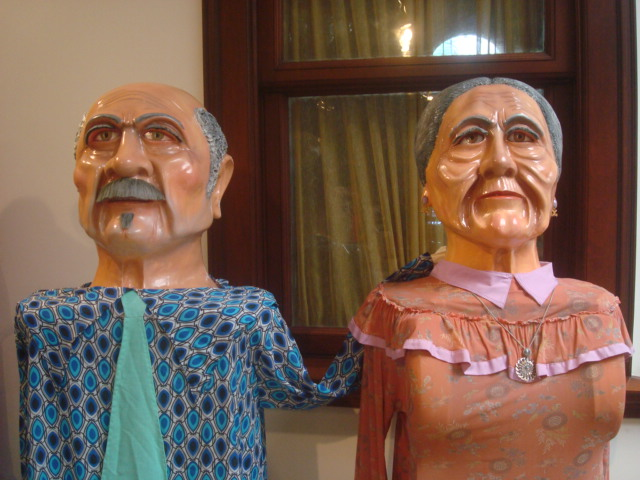
Máscarada tradicional costarricense representando dos ancianos.